# Lucio Furio Medullino (console 413 a.C.)
Lucio Furio Medullino (fl. V secolo a.C.) è stato un politico e militare romano del V secolo a.C..

## Primo consolato
Lucio Furio Medullino divenne console nel 413 a.C. insieme a Aulo Cornelio Cosso.
I due consoli guidarono le indagini per l'ammutinamento dell'anno precedente, che aveva portato alla morte del tribuno consolare Marco Postumio Regillense, arrivando al giudizio di colpevolezze per pochi soldati, che furono indotti al suicidio.
A Furio fu poi affidata la campagna contro i Volsci, che razziavano il territorio degli alleati Ernici. Furio però non riuscì a dar battaglia, perché i Volsci preferirono ritirarsi. Occupata Ferentino, questa con tutte le terre intorno, fu consegnata agli Ernici.

## Secondo consolato
Lucio Furio Medullino divenne console per la seconda volta nel 409 a.C. insieme a Gneo Cornelio Cosso.
Grazie all'attivismo di tre tribuni della plebe della famiglia degli Icili, per la prima volta furono eletti 3 questori di estrazione plebea (Quinto Silio, Publio Elio e Gaio Papio).
Rinvigoriti da questo successo i tribuni si opposero alla leva, necessaria per rispondere alle razzie di Equi e Volsci, nei territori degli alleati Latini ed Ernici, sperando in tal modo di ottenere altre concessioni per la plebe. Alla fine ci si accordò perché l'anno seguente fossero eletti tribuni consolari, anche se il Senato ottenne che all'elezione non vi potesse partecipare alcun rappresentante della famiglia degli Icili.
Organizzato l'esercito i consoli mossero alla volta di Carvento, conquistata dai Volsci ed Equi, senza però riuscire a riprenderla, riconquistando Verrugine nel territorio dei Volsci.

## Primo tribunato consolare
Nel 407 a.C. fu eletto tribuno consolare con Gaio Servilio Strutto Ahala, Numerio Fabio Vibulano e Gaio Valerio Potito Voluso, tutti al loro secondo tribunato consolare.
Scaduta la tregua con Veio Roma inviò una delegazione per ottenere soddisfazione per i torti subiti.
(Tito Livio, "Ab Urbe Condita", IV, 4, 58)
I Romani però, a causa della mancata tempestività nelle decisioni, persero la guarnigione di Verrugine, che fu massacrata dai Volsci e dagli Equi. L'esercito inviato per dare aiuto al presidio, arrivato a massacro avvenuto, non poté far altro che vendicare la guarnigione, massacrando i nemici, sorpresi mentre erano intenti a far bottino.

## Secondo tribunato consolare
Nel 405 a.C. fu eletto tribuno consolare con Aulo Manlio Vulsone Capitolino, Quinto Quinzio Cincinnato, Tito Quinzio Capitolino Barbato, Gaio Giulio Iullo e Manio Emilio Mamercino.
Roma portò guerra a Veio, assediando la città, che non riuscì a convincere le altre città etrusche a scendere in guerra contro Roma.
(Tito Livio, "Ab Urbe Condita", IV, 4, 61)

## Terzo tribunato consolare
Nel 398 a.C. fu eletto tribuno consolare con Lucio Valerio Potito, Marco Furio Camillo, Marco Valerio Lactucino Massimo, Quinto Servilio Fidenate, Quinto Sulpicio Camerino Cornuto.
I Romani continuarono nell'assedio di Veio e, sotto il comando di Valerio Potito e Furio Camillo, saccheggiarono Falerii e Capena, città alleate degli etruschi.
Durante l'anno si verificò anche l'inusuale innalzamento delle acque del lago Albano, e per interpretarne il significato furono inviati degli ambasciatori ad interrogare l'oracolo di Delfi, anche se un vecchio vate di Veio, si era lasciato scappare il seguente vaticinio:
(Tito Livio, "Ab Urbe Condita", V, 2, 15)

## Quarto tribunato consolare
Nel 397 a.C. fu eletto tribuno consolare con Lucio Giulio Iullo, Lucio Sergio Fidenate, Aulo Postumio Albino Regillense, Publio Cornelio Maluginense e Aulo Manlio Vulsone Capitolino.
Anche per quell'anno i romani continuarono l'assedio di Veio, dovendo in più sopportare l'attacco dei Volsci alla guarnigione attestata ad Anxur, e quello degli Equi alla colonia di Labico.
In questo già difficile contesto si inserirono le razzie dei tarquiniesi, che pensavano di poter sfruttare la difficile situazione in cui versava Roma, senza doverne subire le rappresaglie, che invece furono organizzate da Aulo Postumio e Lucio Giulio, che sorpresero i razziatori a Cere, riuscendo così a riportare a Roma quanto sottratto dagli etruschi.
Gli ambasciatori inviati ad interrogare l'oracolo di Delfi, tornarono con il responso richiesto:
(Tito Livio, "Ab Urbe Condita", V, 2, 16.)
Il rimedio per ripristinare i riti negletti, comportò la rinuncia dei tribuni alla carica per il resto del mandato, cui seguirono tre interregni, prima dell'elezione dei nuovi tribuni consolari.

## Quinto tribunato consolare
Nel 395 a.C. fu eletto tribuno consolare con Publio Cornelio Scipione, Cesone Fabio Ambusto, Publio Cornelio Maluginense Cosso, Quinto Servilio Fidenate e Marco Valerio Lactucino Massimo.
Ai due fratelli, Cornelio Maluginese e Cornelio Scipione, fu affidata la campagna contro i Falisci, che però non portò ad alcun risultato concreto, mentre a Valerio Lactuciono e Quinto Servilio toccò in sorte quella contro i Capenati, che alla fine furono costretti a chiedere la pace a Roma.
In città, dove infuriavano le polemiche legate alla suddivisione del bottino ricavato dalla caduta di Veio dell'anno prima, si accese un'altra polemica, originata dalla proposta del tribuno della plebe Veio Tito Sicinio di trasferire parte della popolazione romana a Veio, proposta a cui i Senatori si opposero strenuamente.

## Sesto tribunato consolare
Nel 394 a.C. fu eletto tribuno consolare con Marco Furio Camillo, Gaio Emilio Mamercino, Lucio Valerio Publicola, Spurio Postumio Albino Regillense e Publio Cornelio Scipione.
A Furio Camillo fu affidata la campagna contro i Falisci che si concluse con la resa di Falerii a Roma.
A Gaio Emilio e Spurio Postumio fu invece affidata la campagna contro gli Equi. I due tribuni, dopo aver sbaragliato i nemici in campo aperto, decisero che mentre Gaio Emilio sarebbe rimasto a presidiara Verrugine, Spurio Postumio avrebbe saccheggiato le campagne degli Equi. Ma i romani, durante questa azione, furono sorpresi e sbaragliati da un attacco degli Equi.
Nonostante la sconfitta, e nonostante molti soldati di guarnigione a Verruggine, si erano rifugiati a Tuscolo, temendo un successivo attacco degli Equi, Postumio riuscì a riorganizzare l'esercito, e ad ottenere una nuova vittoria campale contro gli Equi.

## Settimo tribunato consolare
Nel 391 a.C. fu eletto tribuno consolare con Lucio Lucrezio Tricipitino Flavo, Servio Sulpicio Camerino, Lucio Emilio Mamercino, Agrippa Furio Fuso e Gaio Emilio Mamercino.
A Lucio Lucrezio e Gaio Emilio fu affidata la campagna contro Volsinii, e ad Agrippa Furio e Servio Sulpico quella contro i Salpinati, interrotte a causa della pestilenzia che si era abbattuta su Roma.
I Romani ebbero facilmente sopravvento dei Volsinii durante la prima e unica battaglia campale, e iniziarono a razziarne il territorio, fino a che i Volsinii non ottennero una tregua ventennale, in cambio della restituzione di quanto razziato ai romani l'anno precedente, e la paga dei soldati romani per quest'anno.
I Salpinati, avuta notizia della disfatta degli alleati, si ritirarono nelle proprie roccaforti, lasciando il proprio territorio indifeso davanti alle razzie dei romani.
Fu durante questo tribunato che Marco Furio Camillo, accusato dal tribuno della plebe Lucio Apuleio, di aver distribuito in modo ingiusto il bottino bellico conseguito dalla presa di Veio, decise di andare in esilio volontario ad Ardea.
Intanto i Galli Senoni, condotti da Brenno, cingono d'assedio Chiusi, che invia degli ambasciatori a Roma, per chiederne l'aiuto.